# Камичани
Камичани су насељено мјесто у граду Приједор, Република Српска, БиХ. Према попису становништва из 1991. у насељу је живјело 3.115 становника.

## Становништво
| Националност       | 1991.          | 1981.          | 1971.          |
| Муслимани          | 3.014 (96,75%) | 2.943 (93,10%) | 2.454 (94,31%) |
| Срби               | 24 (0,77%)     | 54 (1,70%)     | 42 (1,61%)     |
| Хрвати             | 9 (0,28%)      | 14 (0,44%)     | 15 (0,57%)     |
| Југословени        | 4 (0,12%)      | 61 (1,92%)     | 4 (0,15%)      |
| остали и непознато | 64 (2,05%)     | 89 (2,81%)     | 87 (3,34%)     |
| Укупно             | 3.115          | 3.161          | 2.602          |

1. ↑  Муслимани се данас изјашњавају као Бошњаци.